# HMS Meteor (G73)
Pour les autres navires du même nom, voir HMS Meteor.
Le HMS Meteor est un destroyer de classe M construit pour la Royal Navy pendant la Seconde Guerre mondiale.
Sa quille est posée le 14 septembre 1940 au chantier naval Alexander Stephen and Sons dans l'estuaire de la Clyde, en Écosse. Il est lancé le 3 novembre 1941 et mis en service le 12 août 1942, sous le commandement du lieutenant commander Dermod James Boris Jewitt.

## Historique

### Seconde Guerre mondiale
Après un court entraînement, le Meteor rejoint la 3e flottille de destroyers de la Home Fleet. Il est immédiatement engagé dans l’action des convois de l'Arctique, étant affecté à l’escorte du convoi PQ 18 (12-18 septembre 1942) et du convoi de retour PQ 14. Il participe ensuite à l’escorte d’autres convois et au travail d’escorte de la Home Fleet. Du 29 au 30 décembre 1942, le Meteor et le Milne participent à l’escorte du convoi ONS 154 lourdement attaqué par le U-Boote. Après une refonte dans la Clyde du 21 janvier au 15 février 1943, il retourne effectuer son travail habituel au sein de la Home Fleet. Il participe ainsi à l’escorte du convoi JW 53 du 21 au 26 février 1943. En avril 1943, il est détaché auprès du Western Approaches Command pour une période de deux mois.
Il retourne ensuite au sein de la 3e flottille de destroyers au cours duquel il escorte les convois JW 55A, JW 56B, JW 57, RA 55 A, RA 56 et RA 57. Durant l’escorte du convoi JW 56 B, en collaboration avec le Whitehall (en), il détruit le 30 janvier 1944 le sous-marin U-314 au nord du cap Nord. Après un retour au sein de la Home Fleet pendant l'été 1944, il va reprendre l’escorte des convois à direction de la Russie, escortant les convois JW 59, RA 59, RA 59 A, JW 60 et RA 60.
Après une période d’entretien à Devonport du 8 au 27 octobre 1944, il rejoint la Méditerranée avec le reste de la 3e flottille. Le 18 mars 1945, lors d’une patrouille au large de la Corse en compagnie du Lookout, il intercepta les torpilleurs de la 10e flottille (TA24, TA29 et TA32) engagés dans une mission de mouillage de mines dans la mer Ligurienne. Les navires britanniques vont couler les TA29 et TA24 et recueillir 244 survivants, dans cet affrontement appelé bataille de la mer Ligure. Du 7 au 12 avril 1945, il bombarde des objectifs allemands long de la Riviera en compagnie du Musketeer et d'autres navires alliés.

### Après-guerre
Après la fin de la guerre, il reste en Méditerranée, étant en réparation à Malte du 25 septembre au 31 octobre 1945. Il retourne à Devonport le 13 novembre 1945 et est placé dans la réserve B le 31 janvier 1946. Il reste à Devonport dans la réserve C de janvier 1949 à janvier 1953.
À partir du 6 janvier 1953, il est dans la classe III à Penarth (Extended Réserve à partir de décembre 1955). Le 11 mars 1954, le Meteor a été remplacé par le Musketeer comme prototype pour le programme de frégate type 62, programme qui sera abandonné en mai 1954.
Le 18 octobre 1957, le navire est vendu à la Turquie dans le cadre d'un accord signé à Ankara le 16 août 1957. Modernisé — équipé nouveau rouf et d'un système Squid —, il est baptisé en septembre 1959 Piyale Paşa et officiellement transféré à la Turquie le 29 septembre 1959.
Il va servir pendant 10 ans avant d’être rayé au début des années 1970.